# ガブリエラ・レンゲル
ガブリエラ・レンゲル（Gabriella Lengyel, 1948年 - ）は、ハンガリーの社会学者。
ブダペスト出身。1967年から演劇アカデミーで学ぶも中退し、ホギエーシュの国立の孤児院で無資格の講師として働いた。
1971年に社会学者のイシュトヴァーン・ケメーニーと出会い、ケメーニーに社会学を師事。1972年からエトヴェシュ・ロラーンド大学の歴史社会学部に入る。1975年の憲法記念日に街頭ポスターに手錠を描いたことで一年間の停学となったが、在学中からイバファとその周辺に焦点を当てた小さな村のフィールド調査や、人間とテクノロジーに関わる工場労働者の研究プロジェクトへの参加などで実績を上げていき、1979年には歴史学、1981年には社会学のそれぞれで学位を取得。
1979年末には貧困者支援基金（SZETA）の設立者の一人に名を連ね、1980年にはSZETAによる慈善美術オークションを敢行。
1993年にはヤーノシュ・ウェスレー神学校のソーシャルワークプログラム創設者の一人となった。